# Olena Choloscha
Olena Anatolijiwna Choloscha (ukrainisch Олена Анатоліївна Холоша; * 26. Januar 1982 in Tscherkassy, Ukrainische SSR) ist eine ukrainische Hochspringerin.
Choloscha ersprang sich bei den Leichtathletik-Europameisterschaften 2012 im finnischen Helsinki mit einer erzielten Höhe von 1,92 m als eine von drei Athletinnen – die Schwedin Emma Green-Tregaro und die Russin Irina Gordejewa sprangen gleich hoch – die Bronzemedaille hinter der erstplatzierten Spanierin Ruth Beitia (1,97 m) und der Zweiten Tonje Angelsen aus Norwegen (1,97 m).
Nur kurz vor ihrem Bronzeerfolg konnte sich Choloscha bei den ukrainischen Meisterschaften in Jalta mit gesprungenen 1,93 m gegen ihre Konkurrenz durchsetzen.